# Öreg János
Öreg János (Pátka, 1838. január 6. – Debrecen, 1911. május 4.) tanár, filozófus, teológiai, pedagógiai, lélektani és jogi szakíró.

## Életútja
1847-ben szülei a német nyelv tanulására Budára vitték, ahol a II. normális osztályba vették föl. 1850-ben Pápára ment a III. latin osztályba, itt végezte a gimnáziumi osztályokat kitűnő eredménnyel. Mint ügyes rajzoló és szépen író a gimnázium hat alsó osztályában szépírás- és rajztanító lett még tanuló korában. 1856-ban Pestre ment és az újonnan felállított egyesült protestáns papnevelőben hallgatta a teológiai előadásokat.
1859-ben elvégezte teológiai kurzust, Pesten maradt és az református egyházban tanító káplánként  nyert alkalmazást. 1861-ben a II. papi vizsgát is letette, s külföldre ment az Utrechti Egyetemre, ahol két évet töltött a Berchardinum ösztöndíjat élvezve. Ezen idő alatt nemcsak a teológiai előadásokat hallgatta, de Karsten filológustól a klasszikafilológiát, Opsoannetől pedig a bölcseletet is. Hogy a francia nyelvben kellő jártasságra tegyen szert, a hosszú szünidők egyikét Brüsszelben, a másikát Párizsban töltötte, mindkét helyen az egyetemet is látogatva. Hazatérése közben Németország nevezetesebb városaiban a műkincseket tanulmányozta.
Itthon Gángol János kiliti lelkész mellé ment segédlelkésznek. 1863-tól Szentesen a gimnázium V. és VI. osztályában a latin és görög nyelvet tanította, de már 1865-ben Verebre ment helyettes lelkésznek, ahol 1866-ban rendes lelkésznek választották meg. Itt töltött hivatalának legszebb emléke a 10 000 forintba került templom. 1874-ben Nagykőrösre ment tanárnak, ahol a bölcseleti tanszéket foglalta el. A középiskolai tanári vizsgát még 1870-ben a budapesti egyetemen, a doktori vizsgát pedig pedagógiából és bölcseletből ugyanott 1879-ben tette le. 1884-ben Debrecenbe ment főgimnáziumi tanárnak, 1891-től a kollégium akadémiai tagozatának filozófiatanáraként működött. Értelmi, erkölcsi s testi nevelés (Nagykőrös, 1875) címen Losonczy Lászlóval együtt magyarra fordította Herbert Spencer Education: intellectual, moral and physical című pedagógiai művét.

## Főbb munkái
- Nevelés és oktatástan. (Kiss Áronnal) Budapest, 1875.
- Tapasztalati lélektan. Nagykőrös, 1884.
- A francia középoktatás és tanárképzésről. Debrecen, 1888.
- Bűntárs-e a philosophia? Budapest, 1890.
- Schuchhardt Károly: Schliemann ásatásai Trója, Tiryns, Mykéne, Orchomenos és Ithakában. Ford.  Budapest, 1892.
- Berzeviczy Albert és a debreceni egyetem. Debrecen, 1895
- Jog- és állambölcselet kézikönyve. Debrecen, 1897.
- A bölcseleti tudományok ismeretköre enycloaediája. Debrecen, 1898.
- Thierry Amadé: Elbeszélések a római történetől az V-ik században. Ford. Öreg János. Szent Jeromos : a keresztyén társadalom nyugaton; A nyugoti birodalom végső napjai; Alarik : a birodalom haldoklása; Aranyszájú Szent János és Eudoxia Császárné : a keresztyén társadalom keleten . Budapest, 1884-1888.